# Elisabeth Ohlson Wallin
Elisabeth Ohlson Wallin (28. května 1961 – ?říjen 2024) byla švédská fotografka a umělkyně. Ve svých dílech často fotografovala představitele sexuálních menšin.

## Životopis
Ohlson, lesba je nejznámější díky své výstavě Ecce homo, která zobrazovala Ježíše mezi homosexuály a transvestity. Scény byly moderní verzí příběhů Nového zákona, například Ježíš jezdil na kole v gay přehlídce jako při triumfálním vstupu, kdy přišel do města s oslem. Touto prací chtěla Ohlson lidem připomenout, že s nimi Ježíš pracoval, a pomohl vyvrhelům společnosti. Nápad dostala, když na začátku 90. let zemřel jeden z jejích přátel na AIDS.
První výstava Ecce Homo se konala ve Stockholmu v roce 1998. Později se v uppsalské katedrále konala výstava, kterou schválil arcibiskup KG Hammar. Později Ecce Homo cestovala po celém světě. Výstava Ecce Homo byla otevřena dne 3. října 2012 ve Bělehradu, Srbsko, jediném městu v této části Evropy, ve kterém se konala výstava Ecce Homo. Expozice musela být chráněna 24/7 ostrahou.
V roce 2009 udělila Švédská humanistická asociace Ohlsonové cenu Ingemara Hedeniuse za sekulární humanismus.
Muzeum umění Eskilstuna uspořádalo v roce 2015 retrospektivní výstavu, která obsahovala díla umělkyně od roku 1988 do roku 2012.
Elisabeth Ohlson Wallin zemřela na rakovinu žaludku v říjnu 2024 ve věku 63 let.

## Galerie

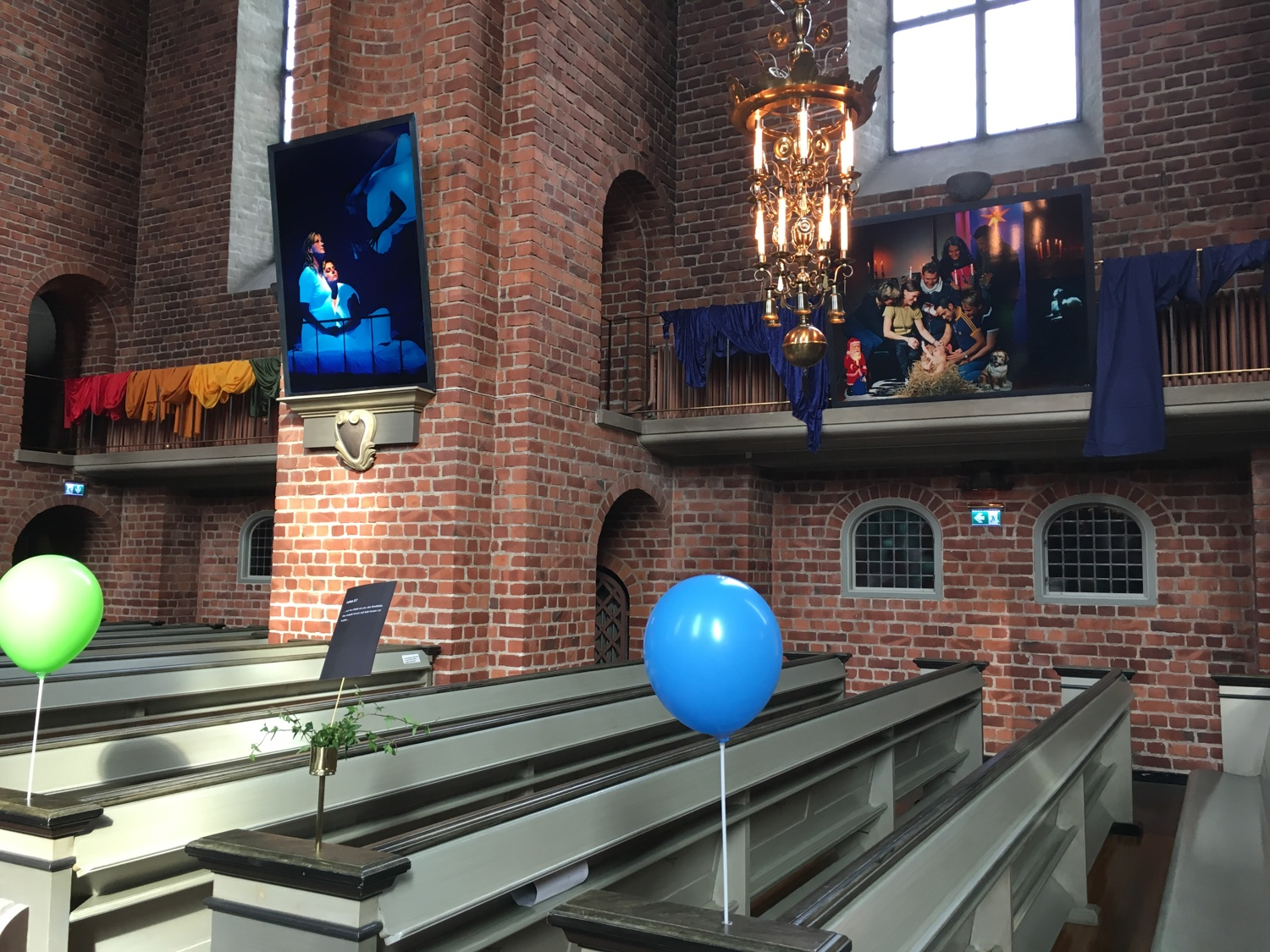
Výstava Ecce Homo v kostele Klosters v Eskilstuně během Springpride, 2016
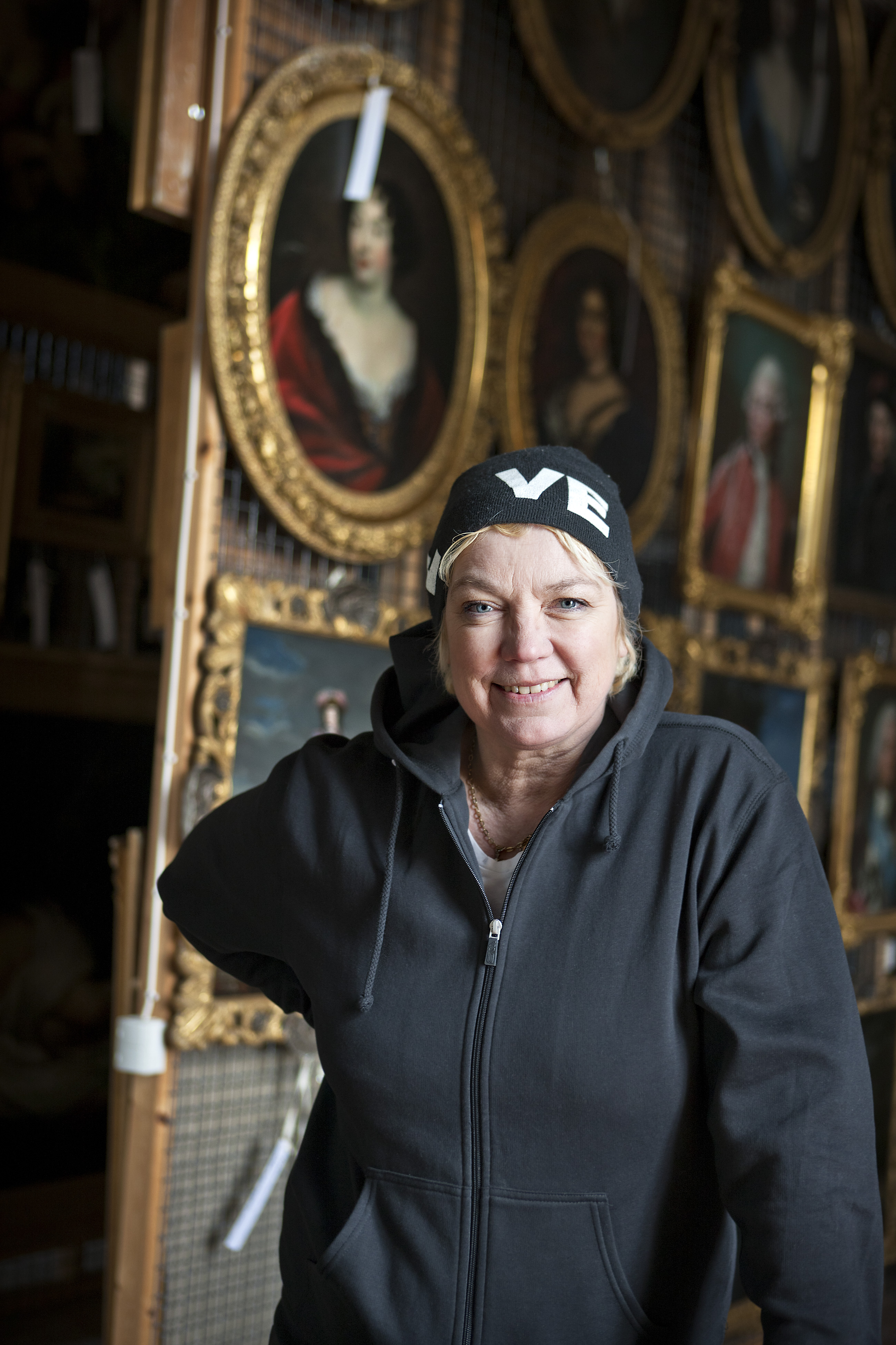
Elisabeth Ohlson Wallin, 2013